# Seguenziopsis bicorona
Seguenziopsis bicorona är en snäckart som beskrevs av B.A. Marshall 1983. Seguenziopsis bicorona ingår i släktet Seguenziopsis och familjen Seguenziidae. Inga underarter finns listade i Catalogue of Life.